# Bear Cove

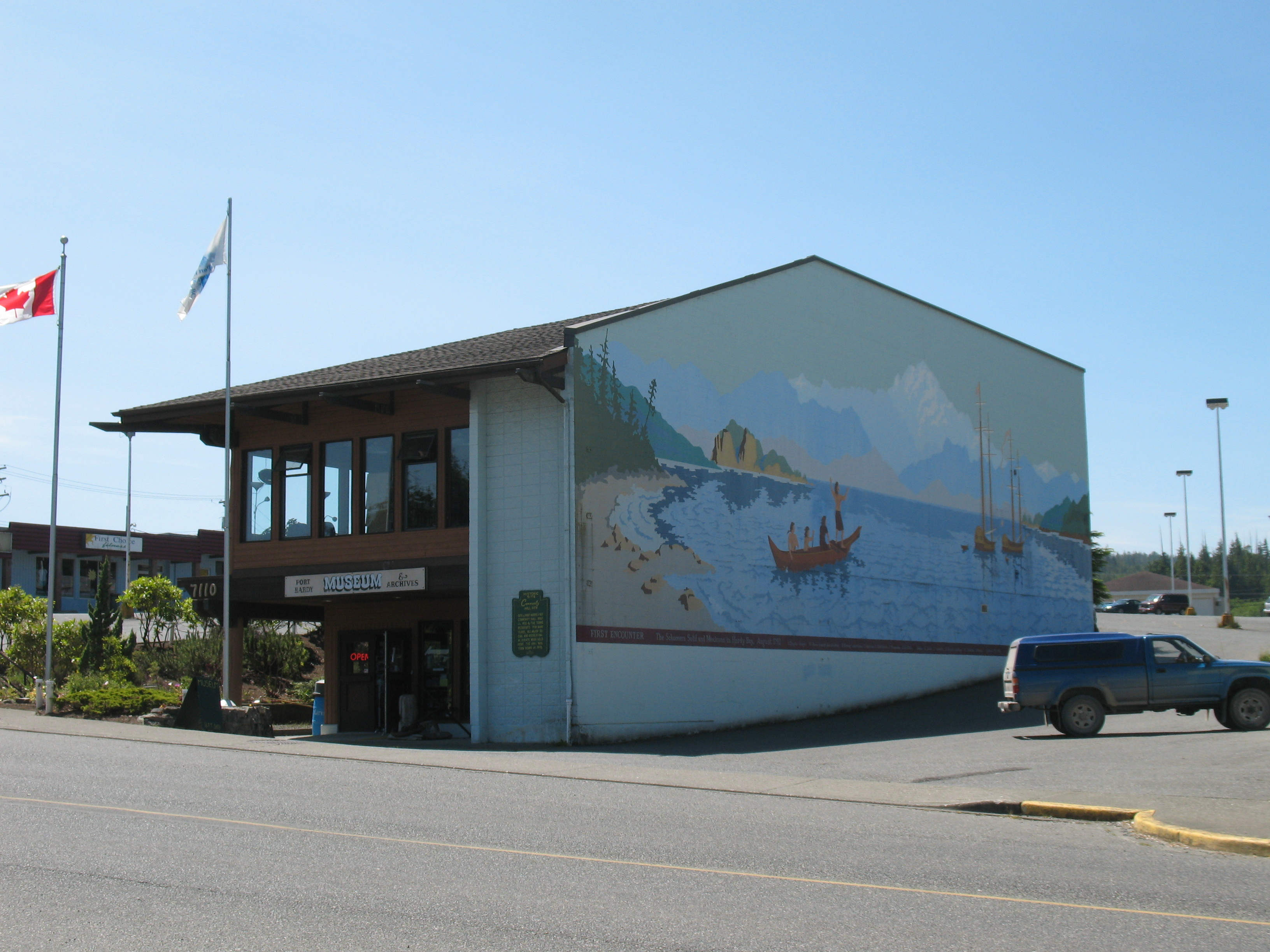
Im Museum von Port Hardy, das gleichzeitig als Archiv fungiert, werden die Funde aus der Bear Cove aufbewahrt, die ältesten auf Vancouver Island gefundenen Spuren menschlicher Anwesenheit.

Die Bärenbucht (engl. Bear Cove) ist eine archäologische Fundstätte in der kanadischen Provinz British Columbia. Nach dem Borden-System trägt sie die Signatur EeSu-8. Sie liegt im Nordosten von Vancouver Island unweit von Port Hardy und barg die bisher ältesten Nachweise menschlicher Anwesenheit auf der Insel. Sie sind mindestens 4500, möglicherweise auch bis zu 8000 Jahre alt. Die Artefakte liegen heute im Port Hardy Museum and Archives.

## Ausgrabung und Bedeutung
Die Fundstätte liegt in einer kleinen Bucht nahe dem Prince Rupert Ferry Dock. Als diese Schiffsanlegestelle gebaut werden sollte, wehrten sich die lokalen Indianer, die Kwakiutl, gegen die Entweihung dieser für sie wichtigen Begräbnisstätte, und die Gefährdung des ältesten Fundplatzes menschlicher Artefakte auf Vancouver Island.
Durch die Bucht fließt ein Süßwasser führender Bach. Unterhalb eines Muschelhügels (shell midden), der sich sieben bis neun Meter oberhalb des heutigen Meeresniveaus in einiger Entfernung vom Strand befindet, fand sich eine 1 bis 1,5 m dicke Schicht mit organischen Überresten, in der sich keine Muscheln fanden. Am Boden dieser Schicht ließ sich eine C14-Datierung vornehmen, die bei einer Abweichung von 110 Jahren ein Alter von 8020 Jahren ergab. Die untere Schicht des Muschelhügels ergab ein Alter von rund 4300 Jahren. Zwischen der älteren muschelfreien Schicht und dem Muschelhügel befand sich eine schmierige, schwarze Lage von 20 cm Stärke.
137 Werkzeuge ließen sich identifizieren, davon waren 48 % Geröllgeräte und 35 % Abschlagwerkzeuge, beidseitig bearbeitete Projektilspitzen machten rund 6 % der Fundstücke aus, schließlich stellten Werkzeuge verschiedener Art die übrigen 11 %. Dazu gehören vier hammerstones, mit denen Abschläge gefertigt wurden, drei gekerbte Steine sowie zwei Stücke aus Knochen bzw. Geweih. Die meisten Werkzeuge sind einseitig bearbeitete Chopping Tools oder Hackwerkzeuge. Insgesamt wiesen die Artefakte eine große Ähnlichkeit zur Glenrose Cannery auf, einem wichtigen Fundplatz am Fraser River im Gebiet der Stó:lō.
Die tierischen Überreste unterscheiden sich allerdings sehr stark. Überreste von Meeressäugern, Vögeln, Landsäugetieren und Fischen waren dabei nur in der schwarzen Zwischenschicht zu finden. 72 % der identifizierbaren Fischreste gehörten zum Rockfish (Sebastes borealis), Lachse machten nur 10 % aus. Hinzu kamen kleine Mengen von Pacific Cod (Gadus macrocephalus), der wie der atlantische Verwandte, der Kabeljau, zu den Dorschen (Gadidae) gehört, ähnlich wie der Pollack (pollock, wohl der Pazifische Pollack), Groppe, Grünlinge, nicht näher bestimmte „dogfish“ und „ratfish“, Fischpopulationen, die man in der Region auch heute noch antrifft.
Der Anteil der Meeressäuger war doppelt so hoch wie der der Fische. 78 % davon ließen sich wiederum fünf Arten zuordnen. Mit Abstand den größten Anteil hatten Schweinswale (Delphinidae, porpoise), nur 9 % waren Nördliche Seebären (northern fur seal), 7 % Stellersche Seelöwen (Steller Sea Lion), die übrigen 4 % waren Hafenrobben und Seeotter.
Der 22-%-Anteil, den die Landsäuger darstellten, wurde wiederum überwiegend von Maultierhirschen gestellt, dazu kamen geringe Mengen von Hund Canis sp. und Fischotter. Darüber hinaus fanden sich Vögel wie Enten, Möwen, Seetaucher (in Nordamerika „loons“ genannt) und Lummen. Wapiti fehlt, was jedoch auf ein Fehlen dieser Art in der Region zurückzuführen sein dürfte.
Catherine Carlson nahm an, dass es sich um ein temporäres, wenn auch immer wieder genutztes Lager handelte, doch ließ sich die Jahreszeit der Nutzung nicht bestimmen.
Trotz der organischen Funde lässt sich das Alter nur auf mindestens 4500 BP bestimmen. In jedem Falle legte das Jagdspektrum die Existenz von Wasserfahrzeugen und harpunenähnlichen Jagdwaffen nahe, wie sie in Glenrose gefunden wurden. Die späteren Küstenbewohner, allen voran die Kwakwaka'wakw-Gruppen im Norden und die Nuu-chah-nulth im Westen von Vancouver Island, entwickelten hochseetüchtige Wasserfahrzeuge, in geringerem Maße auch die Küsten-Salish.